# Каменка (Астраханский район)
Ка́менка (каз. Каменка) — село в Астраханском районе Акмолинской области Казахстана, образует административно-территориальное образование «Село Каменка» со статусом сельского округа (соответствующий 3-му уровню административно-территориальной единицы).
- Код КАТО — 113641100[1].
- Код КАТО АТЕ — 113641000[2].

## География
Село расположено на левом берегу реки Ишим, в восточной части района, на расстоянии примерно 51 километров (по прямой) к юго-востоку от административного центра района — села Астраханка.
Абсолютная высота — 355 метров над уровнем моря.
Ближайшие населённые пункты: село Жамбыл — на северо-западе, село Родина — на востоке.
Через реку проходит автомобильная дорога республиканского значения — М-36 «Граница РФ (на Екатеринбург) — Алматы, через Костанай, Астана, Караганда».

## История
Населённый пункт возник как посёлок для спецпоселенцев (трудпосёлок №10) в составе КарЛАГа.

## Население
В 1989 году население села составляло 1566 человек (из них немцы — 55 %).
В 1999 году население села составляло 1023 человека (494 мужчины и 529 женщин). По данным переписи 2009 года, в селе проживали 863 человека (442 мужчины и 421 женщина).
В 2021 году население села составляло 553 человека ( 265 мужчин и 288 женщин)
| Численность населения | Численность населения | Численность населения | Численность населения |
| 1989                  | 1999                  | 2009                  | 2021                  |
| --------------------- | --------------------- | --------------------- | --------------------- |
| 1566                  | ↘1023                 | ↘863                  | ↘553                  |

## Улицы[6]
- ул. Атамекен
- ул. Бейбитшилик
- ул. Достык
- ул. Жастар
- ул. Желтоксан
- ул. Женис
- ул. Зелёная
- ул. Николая Сабадовского
- ул. Сарыарка
- ул. Школьная